# Ser humano!!
Ser hümano!! es el primer álbum de estudio del grupo de hip hop chileno Tiro de Gracia, publicado originalmente el 25 de agosto de 1997 bajo la discográfica EMI Odeon. Este es el álbum debut del grupo, siendo los anteriores maquetas lanzadas en 1994. Fue precedido por un demo titulado Demo Final, lanzado en 1996. El álbum fue lanzado en los formatos compacto, casete y vinilo.
En los inicios, este disco estaba planeado para publicarse únicamente en Chile, pero debido al éxito que contrajo, se lanzaron copias a lo largo de países hablahispanos, seguido de varias visitas a estos. Se extrajeron cuatro sencillos del álbum: "El juego verdadero", "Viaje sin rumbo", "Chupacabras" y "Melaza", los que se situaron en las primeras posiciones de las listas musicales chilenas e incluso, internacionales.
En abril de 2008, la edición chilena de la revista Rolling Stone situó a este álbum en el sexto lugar dentro de los 50 mejores discos chilenos de todos los tiempos.

## Antecedentes y grabación
Las raíces del grupo se remontan a inicios de los años 1990, a partir de la amistad de los jóvenes MCs Fabián Sánchez y Juan Salazar (Lenwa Dura y Juan Sativo respectivamente). Sus primeros temas fueron respaldados por bases proporcionadas por DJ Raff, con quien trabajarían en el futuro. A estos se les uniría Explícito, con quien grabaron su primera maquetas titulada Arma calibrada (1994). Posteriormente, se unió a la banda Dj Borna, siendo el primer dj del grupo y quien proporcionó las bases para su segunda maqueta, Homosapiens, fuertemente influenciadas por la corriente de hiphop británico (britcore). Ambos trabajos fueron avalados satisfactoriamente en el sector underground santiaguino, lo que impulsó a Fabián y Juan a dejar la escuela para dedicarle tiempo completo a la música.
A mediados de la década, Explícito se desvincula del proyecto. En 1996 y después de dos años de presentaciones en vivo y un exitoso paso en el sitio marginal del rap, participan en un programa de televisión dedicado al hip-hop ideado por la productora Cubo Negro y el director Juan Sebastián Domínguez, presentando los temas "Paloma profunda" y "Corsario Universal", producidos por Dj Borna, este hecho cambió drásticamente la escena chilena del hip hop con la participación de Tiro de Gracia. J. Domínguez presenta al grupo los productores musicales Camilo Cintolesi y Patricio Loaiza, quienes se unieron al proyecto junto al amigo de Sativo, Zaturno al mismo tiempo que Dj Borna abandonó la agrupación.Tras meses de trabajo, presentan su demo El Demo Final, que fue difundido por algunas radios nacionales y presentado a la discográfica EMI. La respuesta no se hizo esperar y en noviembre de 1996 T.D.G firma un contrato exclusivo con la discográfica, empezando a preparar su primer larga duración: Ser humano. 
Se comienza a grabar en mayo de 1997, en los estudios Konstantinopla (Santiago) gestionados por EMI. La producción general estuvo bajo el mando de Camilo Cintolesi, mientras que la producción musical estuvo a cargo de él y Patricio Loaiza. La dirección artística estuvo a cargo de "Wilo" Gómez, y el diseño por Leonardo Lazcano. Fue producido por Cenzi, Camilo Cintolesi. El proceso terminó en junio del 97. Numerosos artistas participaron en la grabación, como Los Tetas; Carlos Cabezas, Ema Pinto (de Matahari), Quique Neira, Joe Vasconcellos, DJ Raff y Pedro Foncea.

## Música y letra
La estética musical del álbum, como señala la periodista Marisol García: "es interesante y bien armada, interpelan y armonizan a la vez", y la Enciclopedia del Rock chileno: "dieciséis canciones de sonoridades muy diversas entre sí, pero con la lírica y la expresividad característica de Tiro De Gracia", caracterizado por su gran calidad, innovación y variedad musical. Las bases consisten en las principales características del rap convencional, como el uso de scratchs, samplers y loops, pero además se ve plasmada por otros rasgos, como el uso de orquestaciones, teclados, percusiones y vientos, teniendo influencias directas del jazz, blues y R&B. Se pueden apreciar claros elementos de fusión latinoamericana en la canción "Leyenda Negra", donde se utiliza bombo, trutruca y trompe. También un toque de funk en "Nuestra Fiesta" y "Corsario universal".
El estilo de Juan Pincel fue tal vez el más llamativo del disco, ya que además de rapear, mezcló elementos del raggamuffin, soul y blues. Su protagonismo y gran capacidad vocal fue destacada como una de las bases para el éxito de Ser humano. Por su parte, Lenwa Dura, además de concentrarse en la lingüística del rap, se inspiró en temas sociales. Zaturno incluyó una voz aguda y suave, con tintes de Rap Soul.
Las líricas son muy variadas. Pasan desde la diversión ("Melaza" y "Nuestra Fiesta") hasta la crónica social más cruda ("Viaje sin rumbo"). Juan incluye una descripción abstracta, generalmente implementada en metáforas, como en "Leyenda Negra", "Opyo" y "Sombras chinescas", que demuestran la inquietud política y social del grupo. Lenwa con "Viaje sin rumbo", se basó en problemas de una típica sociedad urbana, siendo en este caso la drogadicción. El gran éxito del álbum, "El juego verdadero" habla sobre la comercialidad dentro del hip hop y su filosofía, como de la escena musical chilena. "Chupacabras" es una mofa a un hombre que mató varias mujeres, y "Melaza" fue escrita e ideada por el tecladista Adonay (Patricio Loaiza), refiriéndose a la diversión y fiestas con el término del producto derivado de la caña de azúcar.

## Lanzamiento y recepción
Ser hümano!! se
publicó en agosto de 1997, llamando de inmediato la atención por sus versos realistas y mezcla del rap con otros estilos. Se convirtió en un disco clave para la emancipación del hip hop chileno. En tan solo meses, y sin visitas a radios y muy escasas entrevistas, el joven trío consiguió superar las ventas de discos mucho más publicitados, como Fome de Los Tres y Sueños en Tránsito de Nicole, con ventas en alrededor de quince meses superior a las 60 mil copias: marca impresionante incluso para grupos pop de la época.  
La primera canción destacada fue «El juego verdadero», lanzada como el primer y principal sencillo del álbum, que alcanzó las primeras posiciones en las listas musicales chilenas, teniendo incluso éxito internacional. Contó con un video musical realizado por la productora Cubo Negro filmado en el Museo Nacional de Historia Natural de Chile y que se difundió ampliamente por la cadena MTV. «Chupacabras» y «Melaza» también alcanzaron los primeros puestos en las listas. Algunas radios decidieron no transmitir «Viaje sin rumbo» debido a la narración sobre el embarazo adolescente y la adicción a las drogas. 
En paralelo los sellos comenzaban a buscar una respuesta artística y comercial al éxito de Tiro de Gracia. Así se publicaron los discos de otros grupos como Rezonancia, Frecuencia Rebelde, Makiza, Mamma Soul, Paul Barreux y La Pozze Latina.
Pero el éxito también trajo los primeros quiebres internos, como luego el manager del grupo, Camilo Cintolesi, se retiró. 
Ser hümano!! a la fecha ha vendido más de 100 mil copias, acreditándose como uno de los discos más vendidos del hip hop chileno y hip hop en español. Además, el disco está considerado como el sexto mejor en la lista de los 50 mejores discos chilenos de la historia según la revista Rolling Stone.

## Lista de canciones: El Demo Final (1996)
| #  | Título                                 | Artista(s)               | Duración |
| -- | -------------------------------------- | ------------------------ | -------- |
| 1  | "La Primera Canción (Ser Humano Nº 2)" | Juan Sativo & Lenwa Dura | 2:38     |
| 2  | "El juego verdadero"                   | Juan Sativo & Lenwa Dura | 3:17     |
| 3  | "Clavo y Martilleo"                    | Juan Sativo & Lenwa Dura | 3:08     |
| 4  | "Bebedor"                              | Juan Sativo & Lenwa Dura | 2:22     |
| 5  | "Calma Antes de la Tormenta"           | Juan Sativo & Zaturno    | 2:20     |
| 6  | "Freestyle"                            | Juan Sativo              | 2:49     |
| 7  | "Opyo"                                 | Juan Sativo & Lenwa Dura | 2:47     |
| 8  | "Pensando en Ti"                       | Juan Sativo & Lenwa Dura | 2:31     |
| 9  | "Paloma Profunda"                      | Juan Sativo              | 1:18     |
| 10 | "Maria"                                | Juan Sativo & Lenwa Dura | 2:25     |
| 11 | "Maria (Remix)"                        | Juan Sativo & Lenwa Dura | 1:53     |

## Lista de canciones: Ser humano!! (1997)
| #  | Título                                        | Artista(s)                                                                       | Duración |
| -- | --------------------------------------------- | -------------------------------------------------------------------------------- | -------- |
| 1  | "Ser Humano"                                  | Juan Sativo & Lenwa Dura Ft. Ema Pinto (de Matahari)                             | 1:56     |
| 2  | "Ser Humano Nº 2"                             | Juan Sativo & Lenwa Dura                                                         | 2:38     |
| 3  | "El juego verdadero"                          | Juan Sativo, Lenwa Dura & Zaturno                                                | 3:12     |
| 4  | "Clavo y Martilleo"                           | Juan Sativo & Lenwa Dura                                                         | 3:20     |
| 5  | "Manos Extrañas (Locución)"                   |                                                                                  | 0:12     |
| 6  | "Sombras Chinescas"                           | Juan Sativo & Lenwa Dura                                                         | 3:51     |
| 7  | "¿Cómo se Siente? (Locución)"                 |                                                                                  | 0:07     |
| 8  | "Dos Corazones"                               | Juan Sativo & Lenwa Dura                                                         | 3:34     |
| 9  | "Interploración (Pacto con las ánimas)"       | Zaturno & Juan Sativo                                                            | 1:10     |
| 10 | "Corsario universal"                          | Juan Sativo & Lenwa Dura Ft. Pedro Foncea                                        | 3:50     |
| 11 | "¿Por qué Haces Esto? (Locución)"             |                                                                                  | 0:06     |
| 12 | "Viaje sin rumbo"                             | Lenwa Dura, Juan Sativo & Zaturno                                                | 3:39     |
| 13 | "Puntos de Vista (Locución)"                  |                                                                                  | 0:04     |
| 14 | "Chupacabras"                                 | Juan Sativo, Lenwa Dura & Zaturno                                                | 3:50     |
| 15 | "Nuestra Fiesta (okupa, segura y no molesta)" | Juan Sativo, Lenwa Dura & Zaturno Ft. Los Tetas                                  | 2:07     |
| 16 | "Incienso Sativo (Locución)"                  |                                                                                  | 0:09     |
| 17 | "Melaza"                                      | Juan Sativo, Zaturno & Lenwa Dura                                                | 3:00     |
| 18 | "Opyo"                                        | Juan Sativo & Lenwa Dura                                                         | 4:05     |
| 19 | "Bebedor"                                     | Juan Sativo, Lenwa Dura Ft. Quique Neira                                         | 3:10     |
| 20 | "Leyenda Negra"                               | Juan Sativo & Lenwa Dura Ft. Joe Vasconcellos                                    | 5:59     |
| 21 | "Combo 10"                                    | Lenwa Dura Ft. Nalini, Seo2, Drago, Scoobi, Chico.A, Carmona, Loaiza, Cesar Azar | 3:16     |

## Listas
| Publicación   | País  | Lista                          | Año  | Puesto |
| ------------- | ----- | ------------------------------ | ---- | ------ |
| Rolling Stone | Chile | Los 50 mejores discos chilenos | 2008 | 6      |